# Megachile leucopogonites
Megachile leucopogonites är en biart som beskrevs av Jesus Santiago Moure 1944. Megachile leucopogonites ingår i släktet tapetserarbin, och familjen buksamlarbin. Inga underarter finns listade i Catalogue of Life.